# Колеко, Владимир Львович
Владимир Львович Колеко (3 июня 1935 — 28 мая 2008) — советский гандболист и гандбольный тренер, заслуженный тренер России, заслуженный работник физической культуры Российской Федерации. Директор специализированной детско-юношеской школы олимпийского резерва № 9 города Ярославля.

## Биография

### Ранние годы
Родился в Москве, детство провёл на Трубной улице. После начала войны отец ушёл на фронт, а мать была эвакуирована в Свердловск. Володю повезли в эвакуацию в составе группы детей, однако эшелон попал под немецкую бомбёжку, и от сила половина детей выжила. Позже Володю перевезли в Ярославль, к бабушке Раисе Михайловне: о пути через Горький баржа, на которой плыл Володя, дважды подвергалась бомбёжкам. Учился в школах № 3 и № 33 (курировалась местным управлением МВД). Решение Владимира связать свою жизнь со спортом было принято под влиянием преподавателя физкультуры в 33-й школе Бориса Александровича Андреева (среди его воспитанников был чемпион мира по хоккею с мячом Валентин Ааманычев).
Спортивного образования Владимир Львович не получил. Мать хотела, чтобы он стал военным врачом, однако полученная по химии «тройка» не позволила ему поступить в Ленинградскую военную медицинскую академию. Попасть в университет имени Лесгафта он также не смог, поскольку студентам первых двух курсов он не предоставлял общежития. В итоге Колеко поступил в военное училище, став артиллеристом. В начале 1960-х он был уволен в запас.

### Спортивная карьера
Изначально Колеко увлекался волейболом и даже сыграл за сборную местного УВД, а позже даже работал волейбольным тренером. Под его руководством женский «Спартак» выиграл чемпионат РСФСР среди клубов одноимённого ВДСО, победив также в чемпионате области «Шинник» под руководством Юрия Смирнова. Однако за время обучения в военном училище он познакомился с гандболом, сыграв за команду СКА Ленинградского военного округа в гандболе 11x11.
Всего в гандболе Колеко пробыл более 50 лет. В 1976 году основал ярославскую СДЮШОР № 9, был её директором до конца своей жизни. Со своих слов, в 1975 году за 20 дней собрал 550 учеников для гандбольной ДЮСШ, нашёл 8 школьных залов по всему Брагину и пригласил 20 тренеров.. За свою карьеру Колеко воспитал ряд выдающихся гандболистов, в том числе чемпионов мира и Европы, а также одного олимпийского чемпиона. Председатель федерации гандбола Ярославской области и президент клуба «Ярославна».
Как тренер Владимир Львович высоко ценил футбольного тренера Висенте Феолу и волейбольного Николая Карполя.
Отмечен наградами:
- Знак отличия «За заслуги перед городом Ярославлем» (8 мая 2008)[7]
- Заслуженный тренер России
- Заслуженный работник физической культуры Российской Федерации (22 декабря 1993)[8]

### Личная жизнь
Отец — Лев Михайлович, заведовал кинофикацией города, воевал на фронте, дошёл до Берлина, однако из-за ранений ослеп. Мать — Фаина Ефимовна, работала на оборонном заводе, после войны трудилась набивщицей на табачной фабрике. Семья осела в Ярославле в 1961 году.
Супруга — Инесса Моисеевна, с которой он прожил 48 лет. Сын — Михаил Колеко, заслуженный тренер России по гандболу, работал в спортивной школе.

### Смерть и память
Скончался 28 мая 2008 года в Ярославле на 73-м году жизни после тяжёлой болезни. Гражданская панихида состоялась 30 мая. Похоронен на Леонтьевском кладбище.
30 сентября 2022 года на стене СДЮШОР №9 была открыта мемориальная доска: с 2008 года за увековечивание его памяти вела борьбу Инесса Моисеевна.